# Arabisch-Amerikaanse Universiteit van Jenin

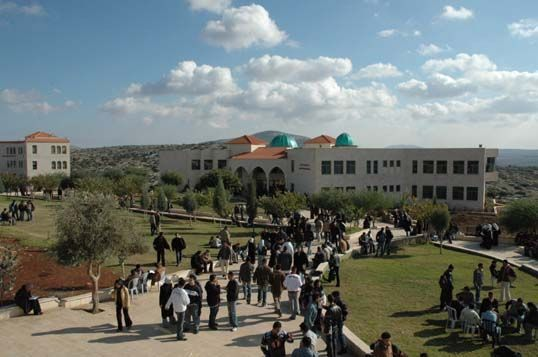
De Arabisch-Amerikaanse Universiteit van Jenin

De Arabisch-Amerikaanse Universiteit van Jenin (Arabisch: الجامعة العربية الأمريكية - جنين; Engels: Arab American University – Jenin) is een Palestijnse privé-universiteit die werd opgericht op 28 september 2000. De campus bevindt zich in Zababdeh, op ongeveer 7 kilometer afstand van Jenin op de Westelijke Jordaanoever. De rector is (anno 2013) Mahmoud Abu Muis.

## Faculteiten
De universiteit biedt verschillende bacheloropleidingen aan, verspreid over zes faculteiten en vier masteropleidingen die zijn samengebracht in een apart departement.
- Faculteit Administratieve en Financiële Wetenschappen
- Faculteit Medische Wetenschappen
- Faculteit Letteren en Wetenschappen
- Faculteit Tandheelkunde
- Faculteit Computerwetenschappen
- Faculteit Rechten
- Departement Masteropleidingen:
  - Master of Business Administration
  - Master in Computerwetenschappen
  - Master in Toegepaste Wiskunde
  - Master in Handelsrecht